# Bułgarskie wybrzeże Morza Czarnego

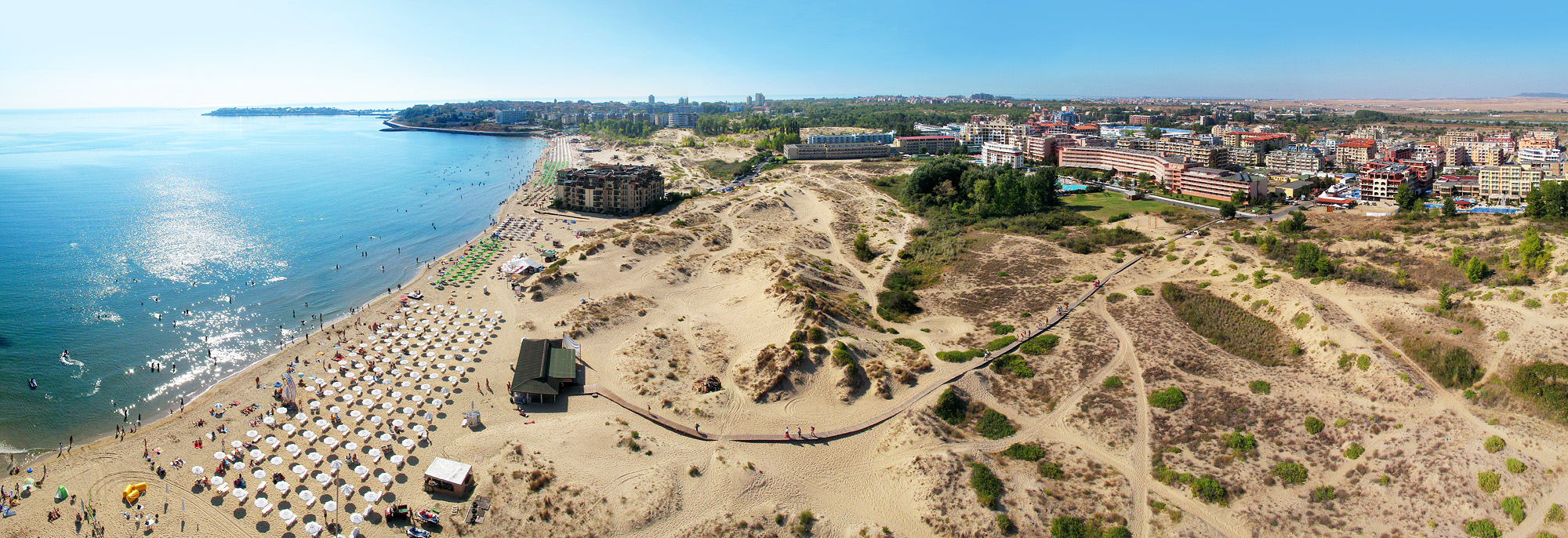
Widok na Słoneczny Brzeg

Bułgarskie wybrzeże Morza Czarnego (bułg. Българско Черноморие – trb. Byłgarsko Czernomorie; w pl. lit. także region czarnomorski, Riwiera Bułgarska) rozciąga się wzdłuż całej wschodniej granicy Bułgarii, od rumuńskich kurortów nad Morzem Czarnym na północy po Turcję europejską na południu, wzdłuż 378 km wybrzeża. Białe i złote piaszczyste plaże zajmują około 130 km z 378 km wybrzeża. Przed 1989 rokiem bułgarskie wybrzeże Morza Czarnego było międzynarodowo znane jako Czerwona Riwiera. Po upadku Żelaznej Kurtyny przyjęła się nazwa Riwiera Bułgarska.
Region jest ważnym centrum turystycznym w sezonie letnim (maj–październik), przyciągającym miliony turystów zagranicznych i krajowych i stanowiącym jedno z najpopularniejszych miejsc turystycznych w kraju. W latach 60. bułgarskie wybrzeże odwiedzało ok. 20 tysięcy Polaków rocznie, zaś w latach 70. liczba ta urosła do 150 - 200 tysięcy turystów z Polski rocznie. W 2024 roku Bułgarię odwiedziło ok. 260 tysięcy Polaków.

## Rys historyczny

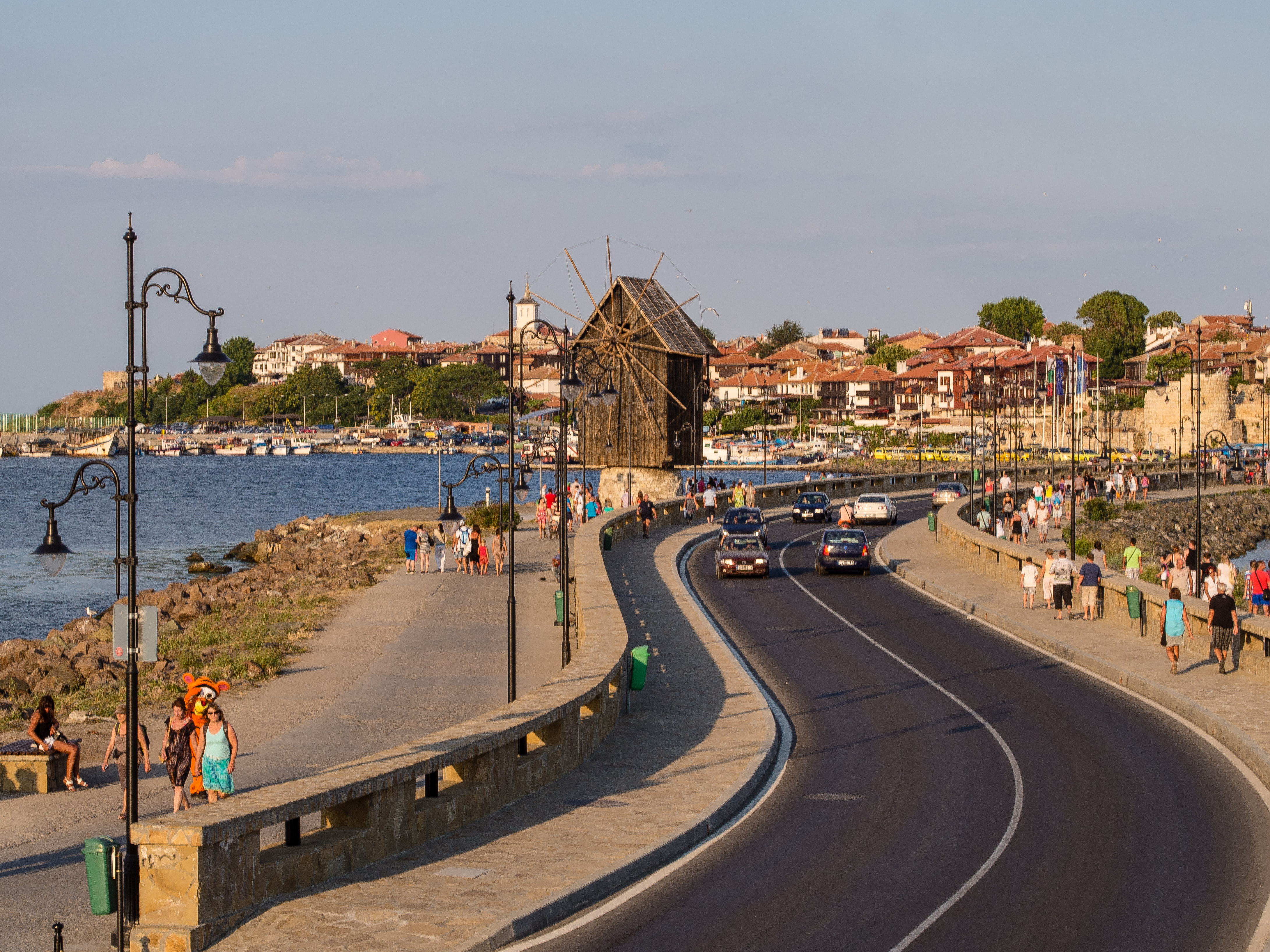
Widok na stare miasto w Nesebyrze

Pierwsze osady na tym terenie zakładali Trakowie, którzy rozwijali handel morski i rybołówstwo. W VII wieku p.n.e. pojawili się greccy kolonizatorzy, którzy założyli miasta takie jak Apollonia (dzisiejszy Sozopol), Mesembria (dzisiejszy Nesebyr) i Odessos (obecna Warna). W czasach rzymskich wybrzeże stanowiło ważny element szlaku handlowego łączącego Europę z Azją. Po upadku Cesarstwa Rzymskiego ziemie te przechodziły pod panowanie różnych ludów, w tym Bułgarów, którzy utworzyli tu pierwsze państwo bułgarskie w VII wieku. W średniowieczu wybrzeże było kluczowym punktem strategicznym i handlowym. Po okresie panowania osmańskiego, w XIX wieku, w czasie Odrodzenia Narodowego wybrzeże Bułgarii stało się miejscem intensywnego rozwoju ekonomicznego. W 1894 roku podjęto decyzję o budowie współczesnego portu morskiego w Burgas, otwartego oficjalnie w 1903 roku. II połowa XX wieku wiąże się z intensywnym rozwojem ruchu turystycznego: w 1958 roku podjęto decyzję o budowie kurortu Słoneczny Brzeg.

## Klimat i geografia

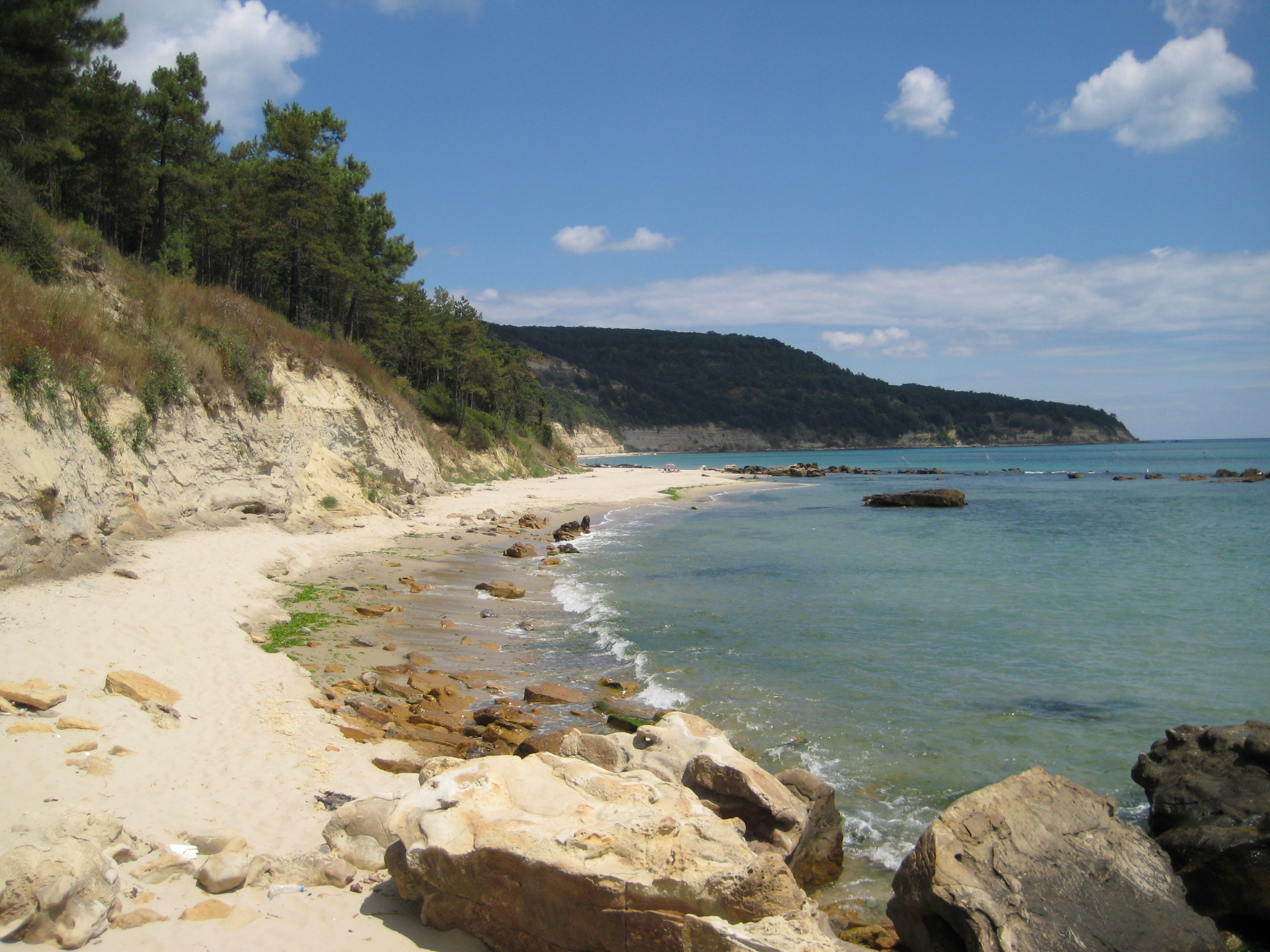
Klify w pobliżu letniska Kamczija

Bułgarskie wybrzeże Morza Czarnego ma klimat subtropikalny (Klasyfikacja klimatów Köppena Cfa), z wyraźnymi wpływami morskim i kontynentalnym. Średnia temperatura powietrza w lecie wynosi około 28 °C, a średnia temperatura wody wynosi 26 °C. W maju i wrześniu występuje ponad 240 godzin słońca, a w lipcu i sierpniu – ponad 300 godzin. Ilość opadów wynosi 576 mm rocznie.
Stara Płanina przecina kraj, dochodząc do wybrzeża Morza Czarnego w Emine, dzieląc wybrzeże na część południową i północną. Części północnego wybrzeża Bułgarii charakteryzują się skalistymi przylądkami, gdzie morze styka się z klifami osiągającymi wysokość do 70 metrów. Południowe wybrzeże jest znane z szerokich piaszczystych plaż. Najdalej na południe wysunięty odcinek wchodzi w skład Obszaru Chronionego Strandża.
Wybrzeże jest osłonięte przed chłodnymi wiatrami i znajduje się pod wpływem ciepłych i wilgotnych mas powietrza morskiego.

## Transport

Droga I-9 prowadzi wzdłuż wybrzeża

Dwa największe miasta i główne porty morskie Bułgarskiej Riwiery to Warna (trzecie co do wielkości miasto w kraju) oraz Burgas (czwarte co do wielkości miasto w kraju). Warna znajduje się na północnej części wybrzeża, a Burgas na południowej. Międzynarodowe lotniska obu miast, port lotniczy Warna oraz port lotniczy Burgas, są głównymi hubami obsługującymi region. Ponadto Autostrada Trakia (A1) została ukończona w 2013 roku, zapewniając szybki dostęp między Burgas a Sofią, stolicą Bułgarii, oraz Płowdiwem, drugim co do wielkości miastem. Autostrada Hemus (A2), której ukończenie planowane jest po 2020 roku, ma znacznie ułatwić i przyspieszyć podróż z Sofii do Warny, podczas gdy Autostrada Czerno more (A5) ma połączyć Warnę i Burgas. Główna droga I-9 przebiega wzdłuż wybrzeża Morza Czarnego, od granicy z Rumunią w wiosce Durankulak do miasta Burgas i dalej, do granicy państwa w mieście Małko Tyrnowo.